# Какуда

37°58′38″ пн. ш. 140°46′55″ сх. д. / 37.97722° пн. ш. 140.78194° сх. д.
Ка́куда (яп. 角田市, かくだし, МФА: [kakuda ɕi̥]) — місто в Японії, в префектурі Міяґі.

## Короткі відомості
Розташоване на півдні префектури, на берегах річки Абукума. Виникло на базі середньовічного призамкового містечка роду Ісікава, родичів самурайського роду Дате. Центр сільського господарства та річкових перевезень. Станом на 1 жовтня 2008 площа міста становила 147,58 км². Станом на 1 січня 2009 населення міста становило 32 322 осіб.

## Міста-побратими
- Ісікава, Японія (1978)
- Куріяма, Японія (1978)
- Greenfield, США (1990)